# Marshall Chess Club
Le Marshall Chess Club ou club Marshall est un club d'échecs de New York. C'est un des clubs les plus anciens et les plus respectés des États-Unis. Il porte le  nom de Frank Marshall, qui fut champion des Etats-Unis de 1909 à 1936.

## Histoire
Le club a été fondé en 1915 sous le patronage de Frank Marshall par groupe d'amateurs qui se réunissaient depuis 1914 dans l'arrière salle d'un restaurant de Midtown Manhattan. Le club changea plusieurs fois de lieu avant de se fixer en 1931 au numéro 31 à l'ouest de la dixième rue (dans Greenwich Village). Frank Marshall a dirigé le club jusqu'à sa mort en 1944, puis sa veuve a repris le club après 1944.
Il a notamment accueilli parmi ses membres Reuben Fine, Larry Evans, James Sherwin, Edmar Mednis et Andrew Soltis. Il a été pendant longtemps le rival du club d'échecs de Manhattan (qui a existé de 1877 à 2002 et où jouaient Samuel Reshevsky et Bobby Fischer)

## Personnalités
Plusieurs joueurs célèbres ont fréquenté ce club, notamment Frank Marshall : Arthur Dake, Larry Evans, Reuben Fine, Edmar Mednis, Fred Reinfeld, Anthony Santasiere, Herbert Seidman, James Sherwin, Albert Simonson, Andrew Soltis,  Howard Stern, Gata Kamsky. 
Parmi les personnalités : Stanley Kubrick a été membre du club, Marcel Duchamp a également joué dans ce club après avoir déménagé à Greenwich Village dans les années 1940 ; sa photographie orne encore les murs du club.
Fabiano Caruana et  Hikaru Nakamura ont été membres du club.

## Structure du club
En 2021, le bureau du club est composé ainsi : 
- Président : Noah Chasin
- Vice-président : Larry Price
- Secrétaire : Sandra Oliver
- Trésorier : Jeffrey Tannenbaum
- Le docteur Frank Brady est par ailleurs président honoraire.

## Tournois et matchs importants
En 1956 le troisième trophée Rosenwald est disputé dans le Marshall Chess Club et se joue la « partie du siècle » dans les locaux du club, entre le jeune Bobby Fischer et Donald Byrne.
En 1965, Bobby Fischer participe au Mémorial Capablanca depuis les locaux du club, et transmet ses coups par téléscripteur. Le mémorial se tenait à La Havane, à Cuba.